# Ikarus E99
Ikarus E99 — двухэтажный автобус особо большой вместимости венгерской фирмы Ikarus, серийно выпускавшийся с 1995 по 2003 год.

## Описание
Впервые Ikarus E99 был представлен в 1995 году. Первые экземпляры начали эксплуатироваться в Дьёре и Будапеште предприятием Kisalföld Volán.
В разное время автобусы Ikarus E99 выпускались на шасси Scania и Rába. В основном, автобусы приводились в движение двигателем DAF LT 160.
Вместимость Ikarus E99 составляет 70 пассажиров (16 на первом этаже, 54 на втором этаже).

## Модификации
- Ikarus EAG E99.01 (шасси Scania K124 EB6x2*4NI)[2]
- Ikarus EAG E99.03 (шасси Scania K124 EB6x2*4NI)[3]
- Ikarus EAG E99.05 (шасси Raba B294.54/B309.54-315)
- Ikarus EAG E99.06 (шасси Raba B309.54-315)[4]
- Ikarus EAG E99.07 (шасси Raba B321.54-325)[5]